# Sebastian Colloredo
Pour les articles homonymes, voir Colloredo.
Sebastian Colloredo, né le 9 septembre 1987 à Gemona del Friuli, est un sauteur à ski italien. Il représente les Fiamme Gialle.

## Biographie
Aux Championnats du monde junior, il est deux fois dans le top dix : huitième en 2004 et dixième en 2005.
Il fait ses débuts dans la Coupe du monde en décembre 2005 à Harrachov, où avec une dixième place, il marque ses premiers points. Il est sélectionné pour les Jeux olympiques d'hiver de 2006 à Turin en Italie, où il est 27e au petit tremplin, 36e au grand tremplin et onzième par équipes. En décembre 2006, il obtient son meilleur résultat individuel en Coupe du monde avec une huitième place à Lillehammer.
En 2010, il prend part à ses deuxièmes Jeux olympiques à Vancouver, prenant une nouvelle 27e place sur le grand tremplin. 
Aux Championnats du monde 2011, avec sa douzième place au petit tremplin, il enregistre son meilleur résultat individuel en mondial. En 2012, il signe son meilleur classement général en Coupe du monde : 34e.
En novembre 2012, il obtient son seul podium mondial à la Coupe du monde de Lillehammer, où l'équipe mixte termine troisième avec Elena Runggaldier, Andrea Morassi, Evelyn Insam.
Il ne marque pas de points lors des saisons 2014 et 2015, mais saute tout de même aux Jeux olympiques de Sotchi, où il est 28e et 30e.
Il est présent à une quatrième édition des Jeux olympiques en 2018 à Pyeongchang, où il est 40e au mieux.
Pour sa dernière compétition majeure, les Championnats du monde 2019, il atterrit au 22e rang sur le petit tremplin.

## Palmarès

### Jeux olympiques d'hiver
| Épreuve / Édition | Turin 2006 | Vancouver 2010 | Sotchi 2014 | Pyeongchang 2018 |
| Petit tremplin    | 27e        | 29e            | 28e         | 42e              |
| Grand tremplin    | 36e        | 27e            | 30e         | 40e              |
| Par équipes       | 11e        | —              | —           | 11e              |

### Championnats du monde de saut à ski
| Épreuve / Édition | Épreuve / Édition | Oberstdorf 2005                  | Sapporo 2007                     | Liberec 2009                     | Oslo 2011                        | Val di Fiemme 2013               | Falun 2015                       | Lahti 2017                       | Seefeld 2019                     |
| Petit tremplin    | Petit tremplin    | 49e                              | —                                | 35e                              | 12e                              | 36e                              | 44e                              | 37e                              | 22e                              |
| Grand tremplin    | Grand tremplin    | 45e                              | 43e                              | 25e                              | 29e                              | 32e                              | 42e                              | 43e                              | 47e                              |
| Par équipes       | PT                | 15e                              | —                                | —                                | 11e                              | Épreuve inexistante à cette date | Épreuve inexistante à cette date | Épreuve inexistante à cette date | Épreuve inexistante à cette date |
| Par équipes       | GT                | 12e                              | —                                | 11e                              | —                                | 8e                               | 12e                              | —                                | —                                |
| Par équipes       | mixtes            | Épreuve inexistante à cette date | Épreuve inexistante à cette date | Épreuve inexistante à cette date | Épreuve inexistante à cette date | 7e                               | 9e                               | 7e                               | 8e                               |

### Championnats du monde de vol à ski
| Épreuve / Édition | Oberstdorf 2008 | Planica 2010 | Vikersund 2012 | Harrachov 2014 | Tauplitz 2016 | Oberstdorf 2018 |
| Individuel        | 36e             | 24e          | 32e            | 39e            | 39e           | 28e             |
| Par équipes       | —               | 8e           | —              | -              | -             | -               |

### Coupe du monde
- Meilleur classement général : 34e en 2012.
- Meilleur résultat individuel : 8e.
- 1 podium par équipes mixtes.

#### Différents classements en Coupe du monde
| Année     | Classement général final |
| 2005-2006 | 38e                      |
| 2006-2007 | 49e                      |
| 2007-2008 | 39e                      |
| 2008-2009 | 41e                      |
| 2009-2010 | 37e                      |
| 2010-2011 | 46e                      |
| 2011-2012 | 34e                      |
| 2012-2013 | 37e                      |
| 2015-2016 | 63e                      |
| 2016-2017 | 46e                      |
| 2017-2018 | 73e                      |

### Coupe continentale
- 4 podiums.